# Sharp X68000
Sharp X68000, conocida frecuentemente como X68K, es una computadora personal que fue vendida únicamente en Japón. El primer modelo se lanzó en 1987, con un microprocesador Motorola 68000 a 10 MHz, 1 MB de memoria de acceso aleatorio y sin disco duro, mientras que el último modelo fue lanzado en 1993 con un microprocesador Motorola 68030 a 25 MHz, 4 MB de memoria RAM y un disco duro adicional SCSI de 80 MB. La memoria RAM en estos sistemas se pudo aumentar hasta 12 MB.

## Datos técnicos
- Microprocesador:

- Hitachi HD68HC000 o Motorola 68000 @ 10 MHz
- Gama XVI: Motorola 68000 a 16 MHz
- Gama X68030: Motorola 68030 a 25 MHz

- Coprocesador matemático: Motorola MC68881 (en los modelos XVI, está ubicado en la placa base, en el resto en una tarjeta base menor conectada a a la expansión de memorias)
- Reloj de sistema: Ricoh RP5C15
- Controladora de disquete: NEC 72065
- Controladora de disco duro: Fujitsu MB89352A (Controladora SCSI en los Super, XVI y X68030)
- Chip de serial: Zilog Z85C30, controla el ancho de banda serie en los puertos RS-232 y de ratón
- Chip de puerto paralelo de impresora: NEC 8255, controla la impresora y los Joysticks
- Memoria ROM: 128 kB para el BIOS y 768 kB para el mapa de caracteres (16x16, 8x16, 8x8 - JIS 1+2)
- Memoria RAM:

- Controlador de DMA: Hitachi HD63450 (DMA para las disqueteras, los discos no removibles, las tarjetas de expansión y el audio ADPCM)
- 1 MB - ampliable a 4 MB
- 512 kB de VRAM para el texto
- 512 kB de VRAM para los gráficos
- 32 kB de VRAM para los Sprites
- 16 kB de memoria RAM estática

- Resolución gráfica y coloración: entre 256x256 y 1024x1024 pixeles a 256 colores de una Paleta de 65 536 colores (tamaño máximo visible de 768x512 px).
- Sprites:

- 16x16 píxeles, 16 colores por Sprite
- 128 Sprites por pantalla, 16 Sprites por línea

- Hardware gráfico: scroll por Hardware, control de prioridades, super-imposición.
- Sonido:

- ADPCM: Okidata MSM6258
- Sintetizador FM: Yamaha YM2151 (en conjunción con el generador de ruido YM3012 DAC)
- 2 canales de síntesis FM, 8 octavas, 8 voces

- Controlador multifuncional Motorola 68901 para:

- Sincronización del monitor
- Interfaz serie
- Reloj de sistema
- Modo de suspensión
- Síntesis FM (ver sonido)
- IRQs
- Teclado

- Chips, que fueron especialmente diseñados para los X68000:

- Controlador de memoria:

- ET con los X68000
- OHM con los ACE
- OHM2 con los Expert, Expert II, Super y XVI
- McCoy con los Pro y Pro II

- Controlador del sistema:

- BUDDHA con los X68000
- MESSIAH con los Ace, Expert, Expert 2, y Super
- DOSA con los XVI
- SCOTCH con los Pro y Pro II

- Controlador de sprites:

- Cynthia Junior, con los X68000
- Cynthia con los Ace, Expert, Expert 2, Super, Pro y Pro II

- Controlador:

- VINAS 1+2 con los X68000
- VICON con el resto de los modelos

- Controlador de Video:

- VSOP con los X68000
- VIPS con el resto de los modelos

- Selector de datos de video:

- RESERVE con los X68000
- CATHY con el resto de los modelos

- Controlador de entrada/salida:

- SILICIAN con los X68000
- IOSC con los ACE
- IOSC-2 con los Expert y Expert 2
- PEDEC con los Super y XVI
- IOSC-2 con los Pro y Pro II

- Ranuras de expansión: 2 ranuras (4 en los modelos Pro)
- Sistema operativo: Human68k (clon del MS-DOS desarrollado por Hudson Soft), SX-Windows
- Alimentación: 100 voltios de corriente alterna, 50-60 Hz
- Peso: unos 8 kg (unos 10 kg en los modelos Pro)

## Lista de modelos
| Fecha de lanzamiento | Nombre de modelo            | N.º de serie | CPU                                                       | Color de la carcasa | Diseño de carcasa | Memoria RAM (en megabytes) | Ranuras de expansión de entrada y salida | SASI | SCSI | Tamaño de disco duro | Software OEM            |
| -------------------- | --------------------------- | ------------ | --------------------------------------------------------- | ------------------- | ----------------- | -------------------------- | ---------------------------------------- | ---- | ---- | -------------------- | ----------------------- |
| Marzo de 1987        | X68000                      | CZ-600C      | Hitachi HD68HC000 @ 10 megahercios (Clon: Motorola 68000) | Gris/Negro          | Torre             | 1                          | 2                                        | o    | -    | -                    | Human68k Gradius(Juego) |
| Marzo de 1988        | X68000 ACE                  | CZ-601C      | Hitachi HD68HC000 @ 10 megahercios                        | Gris/Negro          | Torre             | 1                          | 2                                        | o    | -    | -                    | Human68k                |
| Marzo de 1988        | X68000 ACE-HD               | CZ-611C      | Hitachi HD68HC000 @ 10 megahercios                        | Gris/Negro          | Torre             | 1                          | 2                                        | o    | -    | 20 MB                | Human68k                |
| Marzo de 1989        | X68000 EXPERT               | CZ-602C      | Hitachi HD68HC000 10 MHz                                  | Gris/Negro          | Torre             | 2                          | 2                                        | o    | -    | -                    | Human68k                |
| Marzo de 1989        | X68000 EXPERT-HD            | CZ-612C      | Hitachi HD68HC000 10 MHz                                  | Gris/Negro          | Torre             | 2                          | 2                                        | o    | -    | 40 MB                | Human68k                |
| Marzo de 1989        | X68000 PRO                  | CZ-652C      | Hitachi HD68HC000 10 MHz                                  | Gris/Negro          | Horizontal        | 1                          | 4                                        | o    | -    | -                    | Human68k                |
| Marzo de 1989        | X68000 PRO-HD               | CZ-662C      | Hitachi HD68HC000 10 MHz                                  | Gris/Negro          | Horizontal        | 1                          | 4                                        | o    | -    | 40 MB                | Human68k                |
| Marzo de 1990        | X68000 EXPERT II            | CZ-603C      | Hitachi HD68HC000 @ 10 megahercios                        | Gris/Negro          | Torre             | 2                          | 2                                        | o    | -    | -                    | Human68k SX-Window      |
| Marzo de 1990        | X68000 EXPERT II-HD         | CZ-613C      | Hitachi HD68HC000 @ 10 megahercios                        | Gris/Negro          | Torre             | 2                          | 2                                        | o    | -    | 40 MB                | Human68k SX-Window      |
| Abril de 1990        | X68000 PRO II               | CZ-653C      | Hitachi HD68HC000 @ 10 megahercios                        | Gris/Negro          | Horizontal        | 1                          | 4                                        | o    | -    | -                    | Human68k SX-Window      |
| Abril de 1990        | X68000 PRO II-HD            | CZ-663C      | Hitachi HD68HC000 @ 10 megahercios                        | Gris/Negro          | Horizontal        | 1                          | 4                                        | o    | -    | 40 MB                | Human68k SX-Window      |
| Junio de 1990        | X68000 SUPER-HD             | CZ-623C      | Hitachi HD68HC000 @ 10 megahercios                        | Titan Black         | Torre             | 2                          | 2                                        | -    | o    | 80 MB                | Human68k SX-Window      |
| Enero de 1991        | X68000 SUPER                | CZ-604C      | Hitachi HD68HC000 @ 10 megahercios                        | Titan Black         | Torre             | 2                          | 2                                        | -    | o    | -                    | Human68k SX-Window      |
| Mayo de 1991         | X68000 XVI                  | CZ-634C      | Motorola 68000 @ 16 megahercios                           | Negro Titán         | Torre             | 2                          | 2                                        | -    | o    | -                    | Human68k SX-Window      |
| Mayo de 1991         | X68000 XVI-HD               | CZ-644C      | Motorola 68000 @ 16 megahercios                           | Negro Titán         | Torre             | 2                          | 2                                        | -    | o    | 80 MB                | Human68k SX-Window      |
| Febrero de 1992      | X68000 Compact              | CZ-674C      | Motorola 68000 @ 16 megahercios                           | Gris                | Mini torre        | 2                          | 2                                        | -    | o    | -                    | Human68k SX-Window      |
| Marzo de 1993        | X68030                      | CZ-500       | Motorola 68030 @ 25 megahercios                           | Negro Titán         | Torre             | 4                          | 2                                        | -    | o    | -                    | Human68k SX-Window      |
| Marzo de 1993        | X68030-HD                   | CZ-510       | Motorola 68030 @ 25 megahercios                           | Negro Titán         | Torre             | 4                          | 2                                        | -    | o    | 80 MB                | Human68k SX-Window      |
| Mayo de 1993         | X68030 Compact              | CZ-300       | Motorola 68030 @ 25 megahercios                           | Negro Titán         | Mini torre        | 4                          | 2                                        | -    | o    | -                    | Human68k SX-Window      |
| Mayo de 1993         | X68030 Compact-HD           | CZ-310       | Motorola 68030 @ 25 megahercios                           | Negro Titán         | Mini torre        | 4                          | 2                                        | -    | o    | 80 MB                | Human68k SX-Window      |
| (Cancelado)          | Power X (Nombre provisorio) | CZ-xxxx      | PowerPC 601 de IBM @ 66 megahercios                       | Negro Titán         | Torre             | 8                          | 2                                        | -    | o    | 240 MB               | SX-Window               |

## Sistema operativo
Ejecutan un sistema operativo desarrollado para Sharp por Hudson Soft, llamado Human68K, que incorpora comandos muy similares a los del MS-DOS (escritos en Inglés). Las versiones anteriores a la 2.0 del sistema operativo sólo presentan salidas de línea de comando (la salida producida por los comandos es una mezcla de inglés y japonés -kanji y kana-) para utilidades comunes como formato y interruptor mientras que las versiones posteriores presentan formularios para estas utilidades, lo que mejora su uso notablemente. Al menos tres versiones mayores del sistema operativo fueron lanzadas, con varias actualizaciones entre ellas. Otros sistemas operativos disponibles incluyen el NetBSD para X68030 y el OS-9.
Los primeros modelos tuvieron una Interfaz gráfica de usuario llamada VS; los modelos posteriores trajeron el SX-Windows (no confundir con Microsoft Windows, la interfaz fue muy distinta. Hay una tercera interfaz gráfica llamada Ko-Windows; es muy similar al Motif. Estos sistemas operativos y sus interfaces gráficas pudieron iniciarse desde un disquete o desde el disco duro del sistema. Los juegos también se ejecutaron desde un disquete, frecuentemente conteniendo una versión reducida de Human68K, pudiendo instalarse opcionalmente en un disco duro, mientras que  la instalación es obligatoria o no son instalables en otros.
Desde el lanzamiento del sistema, Human68k, compiladores de C para consola y el SX-Windows y las ROMs del BIOS han sido liberadas en dominio público y están disponibles para descarga libre.

## Diseño de carcasa
El X68000 presentó un par de disqueteras de 5.25 pulgadas expulsables por software (como hacen los Mac), o en algunos modelos compactos, un par de disqueteras de 3.5 pulgadas, y un diseño de la carcasa de dos torres, divididas por una asa para poder llevar el equipo de un sitio a otro. Es uno de los modelos que fue el primero en incorporar un botón de apagado controlado por software, similar al de las placas ATX en las computadoras actuales. La pantalla se oscureció gradualmente y el sonido bajó de volumen hasta que el sistema se apagó.
El teclado, aunque tiene un pobre diseño, tiene un puerto de ratón a cada lado. En el frontal del equipo hay una ranura para auriculares, un control de volumen y los puertos del Joystick, el teclado y el ratón. En la zona superior hay un asa retráctil (sólo en los modelos incompactos), un botón de Reset y un botón de NMI (Interrupción no enmascarable). La parte trasera presenta una plétora de puertos, junto con salida de sonido estéreo, puertos de expansión para disqueteras y discos duros externos y ranuras de expansión.

## Pantalla
El monitor tiene soporte para 15, 24 y 31 kHz con hasta 65535 colores y funciona como un televisor por cable (NTSC-J estándar) con entrada de vídeo compuesto. Es un excelente monitor para reproducirse con placas arcade compatibles JAMMA a causa de su entrada analógica RGB y su baja tasa de refresco.

## Unidades de disco
Las primeras máquinas usan el Shugart Associates System Interface (SASI) extraño como su interfaz de disco duro; desde el X68000 SUPER (CZ-604C) adoptan el estándar SCSI (Small Computer System Interface). Debido a las capacidades del hardware, los discos duros SASI pueden tener 10, 20 o 40 MB de tamaño y particionarse lógicamente. Los disquetes vienen con varios formatos, ninguno de ellos legible nativamente por otras plataformas, así que existen diferentes utilidades para leerlos en el MS-DOS, Windows 98 o Linux.

## Expansión
Diferentes tarjetas de expansión se desarrollaron para el sistema, junto con tarjetas de red (Neptuno-X), SCSI, ampliaciones de memoria, mejoras del procesador (acelerador JUPITER-X 68040/060), emuladores por hard de computadoras (con procesadores NEC V30 y NEC V70, ambos compatibles con Intel 8086 y 8088, tarjetas MIDI y otros. El sistema tiene un par de puertos de joystick, compatibles con la norma MSX (y con ello con todos los compatibles Atari o multinorma) y los mandos del Super NES pueden usarse con un adaptador que viene con el juego Super Street Fighter 2.

## Videojuegos
El hardware usado fue similar al de las máquinas recreativas de Capcom, y para él aparecieron diversas conversiones de máquinas recreativas de su tiempo. Algunos de los juegos para este sistema son: 
- After Burner
- After Burner II
- Bubble Bobble
- Akumajō Dracula X68000
- Detana!! TwinBee
- Dragon Spirit
- Fantasy Zone
- Final Fight
- Flappy II
- Genpei ToumaDen
- Ghouls & ghost
- Gradius
- Nemesis '90 Kai
- Gradius II
- Image Fight
- Lagoon
- Mr. Do!
- Pac-Mania
- Parodius Da!
- Phalanx
- Prince of Persia
- Quarth
- Rygar
- Salamander
- Space Harrier
- Star Force
- Street Fighter II
- Strider
- Super Hang-On
- Thrice
- Thunder Force II
- Ys I: Ancient Ys Vanished - Omen (versión original y versión Sharp)
- Ys II: Ancient Ys Vanished – The Final Chapter